# Сенді Бронделло
Сенді Бронделло (англ. Sandy Brondello, 20 серпня 1968) — австралійська баскетболістка.
Срібна призерка Олімпійських Ігор 2000, 2004 років, бронзова призерка 1996 року, учасниця 1988 року.
Бронзова призерка Чемпіонату світу 1998, 2002 років.